# 忒堤斯冰原島峰
72°10′S 68°59′W / 72.167°S 68.983°W
忒堤斯冰原島峰（英語：Tethys Nunataks）是南極洲的冰原島峰，位於亞歷山大一世島東南端，由5座島峰組成，處於斯蒂芬森冰原島峰東北面3.7公里，以土衛三命名。